# إيمي سلطان
إيمي سلطان هي راقصة مصرية ومهندسة ديكور الأمر الذي منحها لقب الراقصة المهندسة، وهي مؤسسة معهد تقسيم أول مركز معترف به من قبل اليونسكو لتعليم الرقص في مصر، حيث تسعى لتوثيق الرقص الشرقي كتراث غير مادي في منظمة اليونسكو.

## حياتها المبكرة
ولدت إيمي سلطان في سنغافورة بجنوب شرق آسيا حيث كانت عائلتها تعيش هناك ودرست الباليه في سنغافورة، أذربيجان ورومانيا، وأصبحت باليرينا وهي في عمر الخامسة عشر ضمن فريق الباليه في دار الأوبرا المصرية. ثم حصلت على درجة البكالوريوس من جامعة روداك البريطانية وهي جامعة متخصصة في تعليم الفنون الجميلة والتطبيقية. وأصبحت راقصة عندما سافرت لأنقرة لعمل حفل لرقص الباليه، ومنها على إسطنبول وذهبت هناك لكباريه ومارست هناك الرقص الشرقي. وفي مصر تدربت على يد لوسي ورائية حسن.

## مشوارها
أشتهرت في عام 2016 وأصبحت الأكثر طلبا من المتعهدين والمنظمين، وقامت منذ ذلك الوقت بتقديم عدة حفلات مهمة منها تقديم حفل موسيقي راقص في ختام مهرجان الجونة عام 2021، وحفل زفاف ملكي في البحرين، كما أنها أول راقصة تقدم حفل رسمي داخل حرم الجامعة الأمريكية، وكذلك أول راقصة تقيم حفل داخل المتحف القومي للحضارة المصرية بحضور السفير الإسباني في القاهرة.

## معهد تقسيم
في 2022 قامت بتأسيس معهد تقسيم بدعم من منظمة اليونسكو، يُمكن السيدات اللاتي يتعلمّن هذه المهنة افتتاح مراكز ومدارس لتدريب وتعليم الرقص، بعد انتهاء فترة الدراسة وحصولهن على شهادة معتمدة. وذلك بعد إنهاء دراستهن وفترة الامتحانات، وحضور عدد ساعات معينة تقدر بـ 150 ساعة فيما يخص الدراسة النظرية. وخلال حفل افتتاح المعهد حضر العديد من المشاهير مثل نجيب ساويرس والنائبة البرلمانية لميس جابر. ويهدف المعهد إلى إجراء البحوث عن تاريخ الرقص المصري وحاضره، حتى يتم تقديمه لليونسكو باعتباره تراثاً غير مادي.

## الظهور الإعلامي
بالإضافة إلى ظهورها في العديد من البرامج ووسائل الإعلام المصرية، ظهرت كضيفة في برنامج ساترداي نايت لايف بالعربي. كما قامت بعدة لقاءات مع وسائل إعلام أجنبية مثل بلومبيرغ نيوز، سي إن إن، فايس نيوز، بي بي سي، الغارديان، وكذلك ظهرت على غلاف جريدة داغنس نيهتر أشهر جريدة في السويد.

## وصلات خارجية
- الموقع الرسمي
- إيمي سلطان على موقع IMDb (الإنجليزية)